# Dictyna vittata
Dictyna vittata là một loài nhện trong họ Dictynidae.
Loài này thuộc chi Dictyna. Dictyna vittata được Eugen von Keyserling miêu tả năm 1883.